# Данило Киш
Данило Киш (мађ. Kiss Dániel; Суботица, 22. фебруар 1935 — Париз, 15. октобар 1989) био је српски и југословенски књижевник и академик. Киш је био романописац, есејиста, критичар, преводилац и дописни члан Српске академије наука и уметности. Сматра се једним од најзначајнијих српских књижевника 20. века а његова дела преведена су на све водеће светске језике.

## Биографија
Киш је рођен 22. фебруара 1935. године у Суботици, од оца Едуарда Киша (рођ. Едуард Кон) мађарског Јеврејина и мајке Милице, рођ. Драгићевић, православне Српкиње или Црногорке пореклом са Цетиња.
Презиме његовог оца у моменту када се родио било је Кон, али је отац мађаризовао своје презиме променивши га у Киш.
До 1942. године је живео са родитељима у Новом Саду, где је похађао први разред основне школе, а затим је прешао у Мађарску, у очев родни крај, где је завршио основну школу и два разреда гимназије. Након одвођења његовог оца у Аушвиц 1944. године, са остатком породице је репатриран на Цетиње посредством Црвеног крста. Тамо је Киш живео до краја свог школовања.
На Филозофски факултет у Београду Киш се уписао 1954. године, а у септембру 1958. године је као први студент дипломирао на катедри за општу књижевност.
Киш је био венчан за Мирјану Миочиновић од 1962. до 1981; након развода брака живео је са Паскал Делпеш све до своје смрти. Преминуо је 15. октобра 1989. у Паризу. Сахрањен је по сопственој жељи по православном обреду у Алеји заслужних грађана на Новом гробљу у Београду.
Шест месеци пре смрти снимио је серију Голи Живот у Израелу у сарадњи са Александром Мандићем. Серија је емитована шест месеци после његове смрти.
Марк Томпсон је написао књигу „Извод из књиге рођених: Прича о Данилу Кишу” и за њу добио награду „Лора Шенон за савремене европске студије” 2016. године.

## Дела
Своје прве радове је објавио 1953. године и то су:
1. Опроштај с мајком. – Омладински покрет. XII: 3 (1. април 1953) 4.
2. Сјутра. – Пјесма о Јеврејки: мотив из 1941. – Сусрети. I: (3. април 1953) 147.
3. Одјек из дјетињства . – Омладински покрет. XII: 10 (15. јул 1953) 7.
4. Сусрет с мајком у јесен. – "Kraju mog djetinjstva...". – Zapisi na listu. – Polet. I: 4 (1953) 222-223.
5. Црвени бик. – Сусрети. I: 7-8 (1953) 465-466.

Као студент, објављивао је песме, есеје, приповетке и преводе са мађарског, руског и француског језика, највише у Видицима у чијем је уредништву био од октобра 1957. године до априла 1960. године.
Његов први роман, „Псалм 44“, настао је 1955. године, а потом и „Мансарда“, 1960. године. Његова прва објављена књига садржи у једном тому романе Псалм 44 и Мансарда.
Роман „Башта, пепео“ је прво значајније прозно дело Данила Киша, објављено 1965. године у Београду. Настало је за време његовог боравка у Стразбуру, где је радио као лектор за српскохрватски језик од 1962. године до 1964. године. У то време настали су и његови преводи Лотреамона, Верлена, Кеноових Стилских вежби и песама Ендре Адија. Књига прича Рани јади, објављена је 1970. године у Београду и представља зачетну књигу Породичног циклуса.
Роман Пешчаник објављен је 1972. године и добио је НИН-ову награду коју је неколико година касније Киш вратио. Исте године је објавио збирку есеја По-етика. Као лектор за српскохрватски језик, Киш је радио на Универзитету у Бордоу 1974. године када је изашла  По-етика, књига друга (интервјуи). Збирка прича Гробница за Бориса Давидовича објављена је 1976. године у Београду и Загребу. Крајем те године почели су напади на књигу, наводно због плагијата. Напади трају месецима. После краћих полемичких одговора 1977. године Киш је написао Час анатомије. Исте године, за Гробницу Бориса Давидовича добио је награду Иван Горан Ковачић. Есејистичко-полемички спис Час анатомије објављен је 1978. године. Годину дана касније, за ту књигу је добио награду Жељезаре Сисак. Од јесени 1979. године живео је у Паризу и четири године је радио као лектор на Универзитету у Лилу. За свој целокупни књижевни рад, Киш је 1980. године добио француску књижевну награду Grand aigle d`or de la ville de Nice. Сабрана дела (Дјела Данила Киша) објављена су 1983. године у десет томова у Београду и Загребу. За збирку приповедака Енциклопедија мртвих Киш је добио Андрићеву награду 1984. године, а 1986. године је добио награду Скендер Куленовић. Изабрана дела, проза у седам књига, изашла су 1987. године у Београду и Сарајеву. Те године је добио Седмојулску награду. Годину касније, 1988. године, изабран је за дописног члана САНУ и добио је две значајне међународне књижевне награде: у Италији Premio letterario Tevere и у Немачкој Preis des Literaturmagazins. Исте године је добио и Авнојеву награду. Амерички ПЕН доделио му је 1989. године награду Bruno Schulz Prize.
Данило Киш је умро у Паризу 15. октобра 1989. године. Сахрањен је у Београду по православном обреду.
Његова постхумна издања из 1990. године су:
1. Живот, литература (есеји, разговори, део рукописне заоставштине), дело је издато у Сарајеву.
2. Горки талог искуства (интервјуи), дело је издато у Сарајеву.

Годину дана касније, у Београду је објављена књига Песме и препеви.
У књизи Породични циркус 1993. године објављене су, хронолошким редом, три књиге Кишовог аутобиографског циклуса: Рани јади, Башта, пепео и Пешчаник.
Његова недовршена књига прича Лаута и ожиљци издата је 1994. године у Београду, а текстови из заоставштине Складиште излазе 1995. године на шездесетогодишњицу Кишовог рођења. Сабрана дела Данила Киша објављена су 1995. године у четрнаест томова и преведена су на све значајније светске језике.
1. Мансарда: сатирична поема 1962. (роман)
2. Псалам 44 1962. (роман)
3. Башта, пепео 1965. (роман)
4. Рани јади: за децу и осетљиве 1970. (приповетке)
5. Пешчаник 1972. (роман)
6. По-етика 1972. (есеји)
7. По-етика, књига друга 1974. (интервјуи)
8. Гробница за Бориса Давидовича: седам поглавља једне заједничке повести 1976. (приповетке)
9. Час анатомије 1978. (полемике)
10. Ноћ и магла 1983. (драме)
11. 1983. (есеји и интервјуи)
12. Енциклопедија мртвих 1983. (приповетке)[7]
13. Горки талог искуства 1990. (интервјуи)
14. Живот, литература 1990. (есеји)
15. Песме и препеви 1992. (поезија)
16. Лаута и ожиљци 1994. (приповетке)
17. Складиште 1995. (есеји и приповетке)
18. 1995. (есеји и приповетке)
19. Песме, Електра 1995. (поезија и адаптација драме „Електра“)

Његова преписка је објављена у књизи „Из преписке” крајем 2021. године.

## Награде и признања
Киш је један од најпревођенијих српских писаца, а његова дела превођена су, између осталог, на енглески, немачки, руски, француски, мађарски, чешки, пољски, шведски, холандски, италијански, шпански, јапански, и корејски језик. Добитник је низа угледних домаћих и престижних међународних књижевних награда.
- Нинова награда, 1972. године за роман Пешчаник
- награда Иван Горан Ковачић (1977. године за књигу приповедака Гробница за Бориса Давидовича)
- награда Жељезаре Сисак (1978. године за есејистичко-полемички спис Час анатомије)
- француска књижевна награда Grand aigle d`or de la ville de Nice (1980. године, за целокупни књижевни рад)
- Андрићева награда (1984. године за збирку приповедака Енциклопедија мртвих)
- награда Скендер Куленовић (1984. године за збирку приповедака Енциклопедија мртвих)
- Седмојулска награда
- италијанска књижевна награда Premio letterario Tevere, 1988. године
- немачка књижевна награда Preis des Literaturmagazins, 1988. године[10]
- Авнојева награда 1988. године
- америчка књижевна награда Bruno Schulz Prize, 1989. године
- почасни грађанин Суботице, 2019. постхумно[11]

## Награда „Данило Киш”
Награда „Данило Киш” се додељује на Филолошком факултету у Београду, при Катедри за општу књижевност и теорију књижевности, за најбољи семинарски и најбољи мастер рад.